# Álex Pérez Aracil
Alejandro Pérez Aracil, conocido como Álex Pérez (Alcorcón, Comunidad de Madrid, España, 21 de enero de 1985), es un futbolista español que actualmente juega de centrocampista en el Ontinyent Club de Futbol. Es hermano de Miguel Pérez.

## Trayectoria
El centrocampista, formado en la cantera del Real Madrid CF, tras militar en el Nástic de Tarragona y Albacete Balompié, una experiencia de un año en Grecia en las filas del Aris FC, el jugador se quedó en paro y formó parte del equipo de parados de la AFE. En 2011, varios días antes de firmar por el Ontinyent Club de Futbol, abandonó la concentración para pasar una prueba en Malta y, al no alcanzar un acuerdo con un club de aquel país, se comprometió con el Ontinyent. En este club se reencontró con los jugadores Blanco y Fali, que también han tomado parte en estas sesiones de la AFE.Actualmente milita cedido en el Recreativo de Huelva

## Clubes
- Real Madrid, categorías inferiores.
- 2002-05 Real Madrid B
- 2005-07 Nástic de Tarragona, es baja en noviembre de 2006
- 2006-07 Real Madrid B, desde noviembre de 2006 a enero de 2007
- 2006-07 Aris Salónica Fútbol Club, desde enero de 2007 a junio de 2007
- 2007-09 Albacete Balompié
- 2010-11 Ontinyent Club de Futbol